# Petro Fedoriw
Petro Fedoriw ps. Dalnycz (ur. 20 listopada 1910 w Krzywem  – zm. 11 kwietnia 1950 w Warszawie) – ukraiński nacjonalista.
Ukończył gimnazjum w Brzeżanach, następnie prawo na Uniwersytecie Lwowskim. Wstąpił do OUN jeszcze w gimnazjum.
Od 1940 zajmował wysokie stanowisko w referenturze Służby Bezpeky.
Od maja 1945 był szefem SB w Zakierzońskim Kraju. 16 września 1947 obezwładniony w bunkrze granatami z gazem i schwytany. Więziony 3 lata w więzieniu mokotowskim w Warszawie 20 stycznia 1950 skazany na karę śmierci. Odmówił napisania prośby o skorzystanie z prawa łaski, stracony w Warszawie.